# Potentilla caulescens
La cinquefoglia penzola (Potentilla caulescens L., 1756) è una piccola pianta non molto alta, dai delicati fiori bianchi, appartenente alla famiglia delle Rosacee.

## Etimologia
Il nome generico (Potentilla) deriva dal vocabolo latino potens (= piccola pianta con potenti proprietà curative). L'epiteto specifico (caulescens) fa riferimento al portamento della pianta.

I tedeschi chiamano questa pianta Stängel-Fingerkraut oppure Kalkfelsen-Fingerkraut; i francesi la chiamano Potentille caulescente; mentre gli inglesi la chiamano Potentilla caulescente.

## Descrizione
È una pianta suffruticosa, perenne di aspetto prostrato-rampante. L'altezza che può arrivare normalmente è tra i 8 e 18 cm (massimo 30 cm). La forma biologica è camefita suffruticose (Ch suffr), quindi siamo in presenza di una pianta che presenta una fusto legnoso, solo alla base, ma dalle dimensioni contenute. In realtà andrebbe indicata, come forma biologica, anche emicriptofita scaposa (H scap) questo perché individui dalle dimensioni ridotte (ma anche una pianta normale in giovane età) presentano un portamento più tipico delle emicriptofite. Poi in seguito in età avanzata si sviluppa un fusto legnoso e quindi la pianta rientra nella caratteristica forma biologica delle camefite.

### Radici
Le radici sono secondarie da rizoma.

### Fusto
- Parte ipogea: la parte sotterranea del fusto è un rizoma legnoso circondato da un feltro di foglie morte.
- Parte epigea: la parte alta del fusto è ramosa; la superficie è tomentosa.

### Foglie

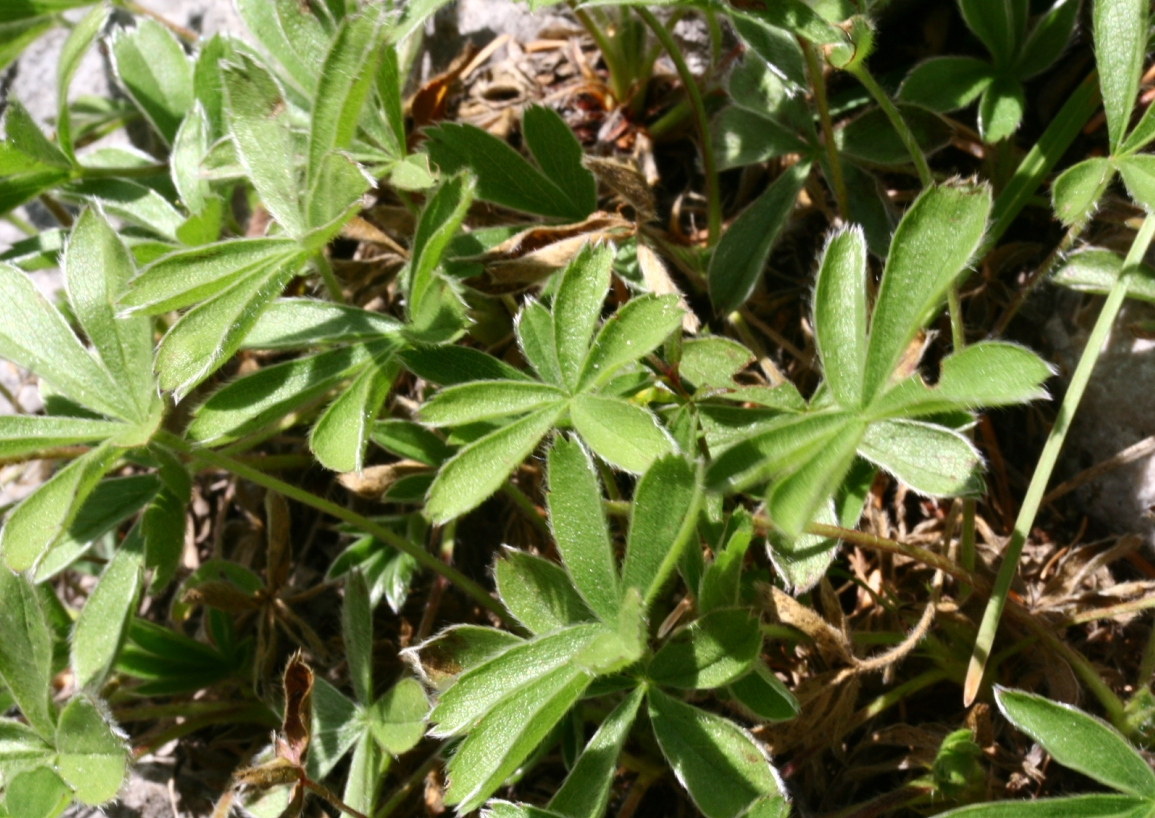
Le foglie
”Giardino Alpino Antonio Segni” (loc. Rifugio Vazzoler) Taibon Agordino (BL), quota 1714 m s.l.m. - 1/8/2007

- Foglie basali: quelle basali sono profondamente pennate, divise in cinque distinti segmenti palmati (chiamati lobi o foglioline) dalla forma oblanceolata. I due lobi più interni sono generalmente di dimensione minore; mentre quello più grande è il lobo apicale o centrale. Nella parte terminale di ogni lobo sono presenti dei denti conniventi (vicini tra di loro); i denti sono 2 – 4 per ogni lato. Sono inoltre pelose (tomentose) su entrambe e facce. Le foglie basali sono picciolate ed hanno delle stipole a forma lineare o eventualmente lineare - lanceolata. Il colore delle foglie è verde acceso e i bordi dei lobi sono revoluti verso l'alto. Dimensioni del picciolo : 2 – 3 cm. Dimensione dei lobi : larghezza 5 – 8 mm; lunghezza 12 – 18 mm. Dimensione delle stipole : larghezza 4 mm; lunghezza 13 mm.
- Foglie cauline: le foglie cauline facilmente sono divise solamente in tre segmenti (invece che cinque come quelle foglie basali).

### Infiorescenza
L'infiorescenza è composta da ampie cime con molti fiori (cime multiflore).

### Fiori

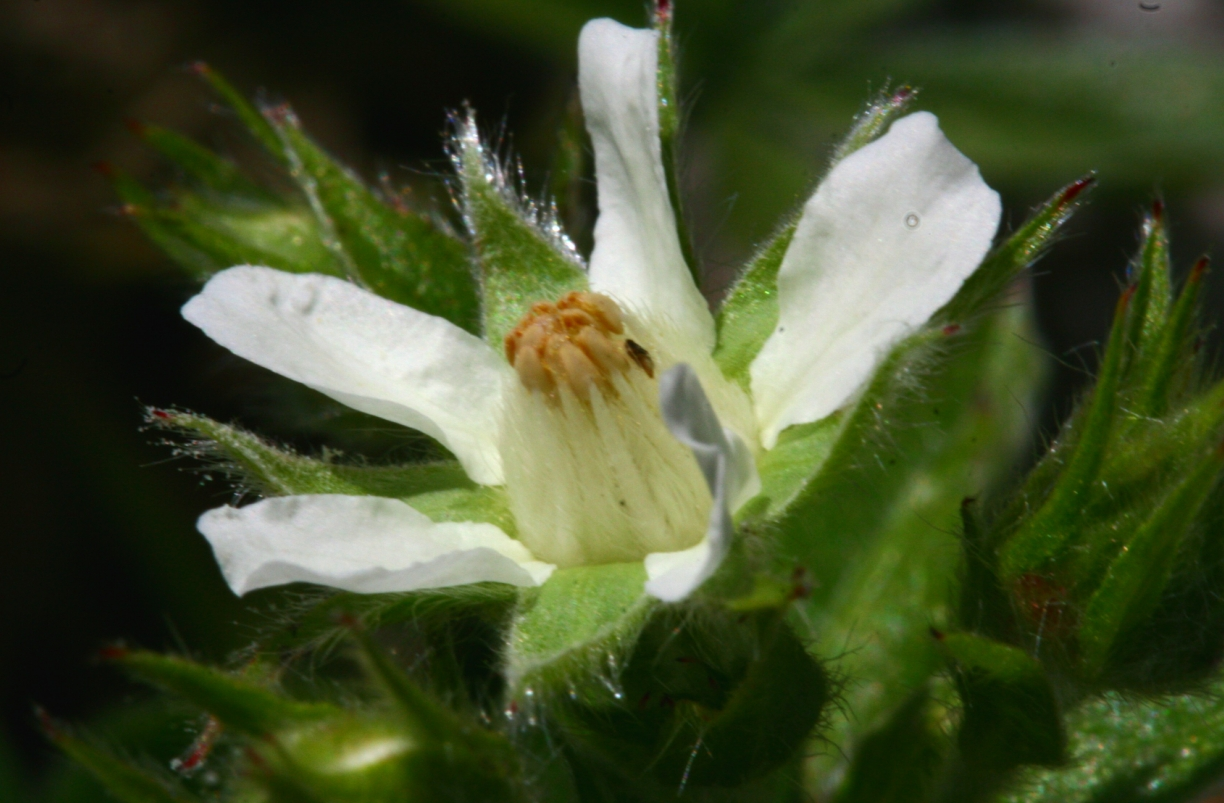
Il fiore
”Giardino Alpino Antonio Segni” (loc. Rifugio Vazzoler) Taibon Agordino (BL), quota 1714 m s.l.m. - 1/8/2007<

I fiori sono ermafroditi, attinomorfi, pentaciclici (sono presenti i 4 verticilli fondamentali delle Angiosperme: calice – corolla – androceo (con doppio verticillo di stami) – gineceo) e pentameri. Il ricettacolo è piatto e asciutto nonché fruttifero. Dimensione totale del fiore : 12 – 20 mm.
- Formula fiorale:

* K 5+5, C 5, A molti, G molti (supero)
- Calice: il calice verde, persistente e con tubo corto, è formato da 5 doppi sepali sottili e triangolari, ossia è presente un secondo calice pentafillo chiamato epicalice (o calicetto). Questo può essere interpretato come un residuo delle stipole di foglie trasformate in sepali. I sepali del calice sono più grandi delle lacinie dell'epicalice e sono disposti in modo alterno rispetto a questi ultimi.
- Corolla: i 5 petali sono liberi (corolla dialipetala – anzi i petali sono ben separati uno dall'altro) e caduchi; il colore è bianco; la forma è lineare (i fianchi dei petali sono quasi paralleli) ma con bordi arrotondati all'apice. La dimensione dei petali è maggiore dei sepali del calice ed epicalice e sono disposti in modo opposto a questi. Dimensione dei petali: larghezza 2,5 – 5 mm; lunghezza 6 – 8 mm.
- Androceo: gli stami glabri, del tipo a filamento, sono villosi nella metà inferiore (ma a volte anche per tutta la lunghezza) e sono inseriti direttamente sul calice (androceo perigino); il loro numero supera la ventina (fiore di tipo “diplostemone”[4]) e sono disposti tipicamente in tre serie : 10+5+5; il nettario è disposto ad anello internamente agli stami. Le antere sono ellissoidi e di colore scuro.
- Gineceo: i carpelli sono numerosi (35 – 50) secchi e liberi ognuno dei quali ha uno stilo e un ovulo; l'ovario è supero. Gli stili sono caduchi e inoltre sono “elicati”, ossia sono tutti disposti su un asse comune. Questa parte del fiore è molto caratteristica per questa specie, infatti insieme all'androceo forma un vistoso cono troncato posto esattamente al centro del fiore.
- Fioritura : la fioritura avviene tra giugno e settembre.
- Impollinazione: tramite insetti.

### Frutti
Il frutto ha una struttura multipla composta da diversi piccoli, secchi e pelosi acheni (aggregato di acheni).

## Distribuzione e habitat
- Geoelemento: il tipo corologico (area di origine) è Orofita Nord Mediterraneo o anche (secondo altri testi) Sud Europeo Montano.
- Diffusione : questa pianta è diffusa in tutta l'Italia; è comune sulle Alpi (esclusa la provincia di Novara), un po' meno sugli Appennini. In Europa si trova sui Pirenei, sulle Alpi Dinariche, nel Giura e nel Massiccio Centrale Francese.
- Habitat: l'habitat tipico sono le rupi calcaree o anche ripari sotto le rocce. Il substrato preferito è calcareo, mentre il pH è basico con terreno a basso contenuto nutrizionale e valori secchi di umidità.
- Diffusione altitudinale : l'altitudine per questa pianta va da 500 a 2000 m s.l.m. (massimo 2600 m s.l.m.); si trova quindi sia sul piano collinare che montano che alpino.

## Fitosociologia
Dal punto di vista fitosociologico la specie di questa scheda appartiene alla seguente comunità vegetale :
Formazione : comunità delle fessure e delle rupi e dei ghiaioni
Classe : Asplenietea trichomanis
Ordine : Potentilletalia caulescentis

## Tassonomia
Il genere di questa pianta (Potentilla) è abbastanza numeroso, 200 e più specie delle quali oltre una cinquantina sono spontanee dei nostri territori. La famiglia (Rosaceae) è una delle più importanti sia perché comprende fiori diffusissimi come le rose ma anche per il discreto numero di generi (alcune classificazioni elencano oltre 400 generi per diverse migliaia di specie).
La specie di questa scheda appartiene alla sottofamiglia delle Rosoideae caratterizzata dall'avere l'ovario semi-infero (o supero) con molti carpelli, l'androceo perigino e i frutti di tipo achenio.

### Variabilità
Secondo il Pignatti la specie Potentilla caulescens fa parte di un gruppo abbastanza unitario. Questo gruppo è costituito, oltre che dalla pianta di questa scheda, anche dalle seguenti specie: Potentilla clusiana Jacq., Potentilla crassinervia Viv., Potentilla nitida L., Potentilla valderia L., Potentilla grammopetala Moretti e Potentilla apennina Ten.. Caratteristiche comuni di questo gruppo sono : il colore dei petali che è bianco o roseo (diversamente dal colore giallo che è prevalente in questo genere); la tomentosità, anche densa sulle foglie; il ricettacolo a carattere setoloso; gli acheni villosi (quest'ultima proprietà è utile per disperdere i semi anche a distanze considerevoli tramite il vento = funzione anemocoria). E naturalmente in comune hanno l'habitat rupestre delle zone alpine.
Sempre secondo il Pignatti, anemocoria e camefitismo (vedere il paragrafo “Morfologia”) sono caratteristiche che farebbero pensare ad un gruppo molto antico, forse tra i più primitivi nell'ambito del genere. L'origine di queste piante è da far risalire al terziario e sono tutte endemiche, ben localizzate e abbastanza stabili dal punto di vista morfologico: in altre parole è possibile parlare di “fossili viventi”.
Alcuni caratteri possono comunque variare da zona a zona, e questi sono : i peli possono essere appressati oppure ghiandolari oppure le due facce delle foglie possono essere anche sub - glabre; i lobi delle foglie (le foglioline) in alcuni casi sono brevemente picciolati.
Nell'elenco che segue sono indicate alcune varietà e sottospecie (l'elenco può non essere completo e alcuni nominativi sono considerati da altri autori dei sinonimi della specie principale o anche di altre specie):
- Potentilla caulescens proles petiolulata (Gaudin) Rouy & E.G. Camus in Rouy (1900) (sinonimo = Potentilla caulescens subsp. petiolulata)
- Potentilla caulescens subsp. alchimilloides (Lapeyr.) Malagarriga (1973) (sinonimo = P. alchimilloides subsp. caulescens)
- Potentilla caulescens subsp. cebennensis (Siegfried ex Debeaux) Kerguélen (1994)
- Potentilla caulescens subsp. iserensis J. Soják (1993)
- Potentilla caulescens subsp. nivalis (Lapeyr.) Arcangeli (1882) (sinonimo = P. nivalis subsp. nivalis)
- Potentilla caulescens subsp. petiolulata (Gaudin) Nyman (1878)
- Potentilla caulescens subsp. petiolulosa (Haller fil.) Arcangeli (1882) (sinonimo = P. caulescens subsp. petiolulata)
- Potentilla caulescens var. anadena Burnat & Briq. in Burnat (1896)
- Potentilla caulescens var. caulescens
- Potentilla caulescens var. cebennensis Siegfried ex Debeaux (1897) (sinonimo = P. caulescens subsp. cebennensis)
- Potentilla caulescens var. doerfleri (Wettst.) Th.Wolf (sinonimo = P. doerfleri Wettst)
- Potentilla caulescens var. nivalis (Lapeyr.) Ser. in DC. (1825) (sinonimo = P. nivalis subsp. nivalis)
- Potentilla caulescens var. petiolulosa Seringe : il lobo mediano della foglia ha breve peduncolo.
- Potentilla caulescens var. petiolulata (Gaudin) Lamotte (1847) (sinonimo = P. caulescens subsp. petiolulata)
- Potentilla caulescens var. petiolulosa Haller fil. in Ser. (1820) (sinonimo = P. caulescens subsp. petiolulata)
- Potentilla caulescens var. sericea Coss.

### Sinonimi
La specie di questa scheda, in altri testi, può essere chiamata con nomi diversi. L'elenco che segue indica alcuni tra i sinonimi più frequenti:
- Potentilla nebrodensis Strobl ex Zimmeter (1884)
- Potentilla petiolulata Gaudin (1830) (sinonimo = P. caulescens subsp. petiolulata)
- Potentilla petiolulosa (Haller fil.) Strobl (1874) (sinonimo = P. caulescens subsp. petiolulata)

### Specie simili
- Potentilla nebrodensis Strobl : si differenzia per i segmenti delle foglie che sono obovato - spatolati con alla base un breve picciolo; i denti per lato sono 4 – 8; la superficie è glabra, in più quella inferiore si presenta con densi peli ghiandolari; i filamenti staminali sono pelosi sono alla base. Questa specie si trova al sud (Appennino centrale, meridionale e Sicilia) e tende a sostituire la specie “caulescens”.
- Potentilla clusiana Jacq. - Cinquefoglia di Clusius : è più piccola della specie di riferimento; l'infiorescenza è uniflora; i petali sono più ovali. Si trova ma raramente solamente nelle Alpi Giulie.
- Potentilla crassinervia Viv. - Cinquefoglia di Sardegna: si distingue per l'abbondanza di peli ghiandolari; i segmenti delle foglie sono crenati (o denti ottusi); i petali sono molto più lunghi dei sepali; i filamenti degli stami sono glabri. Si trova in Sardegna.

## Galleria d'immagini

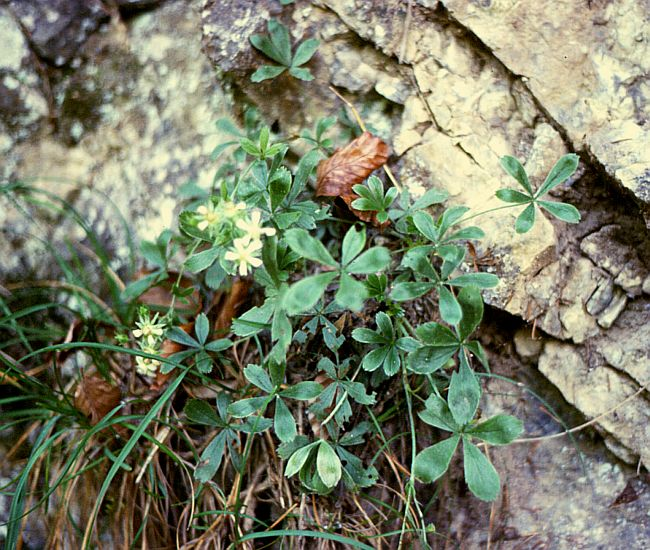
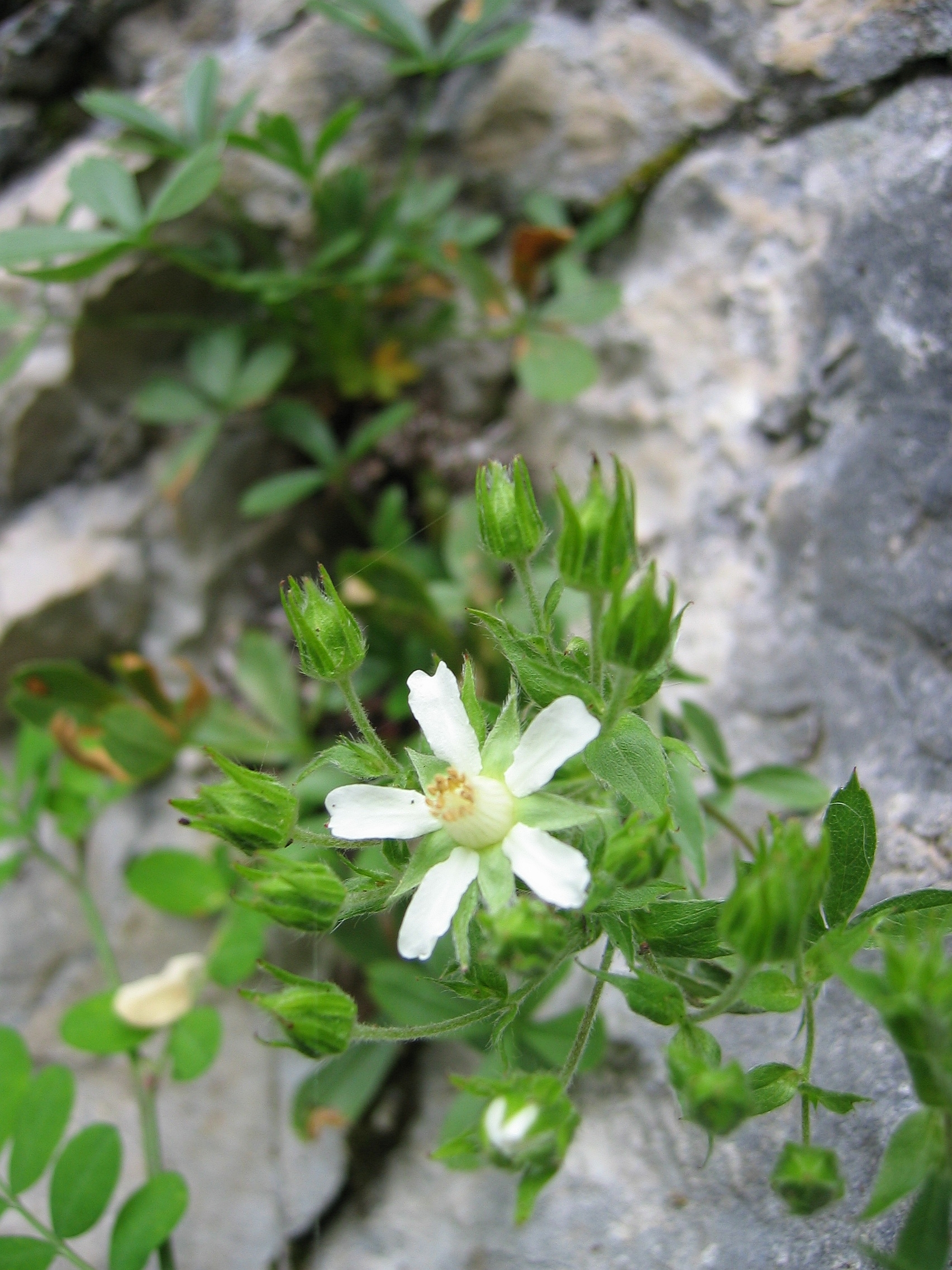
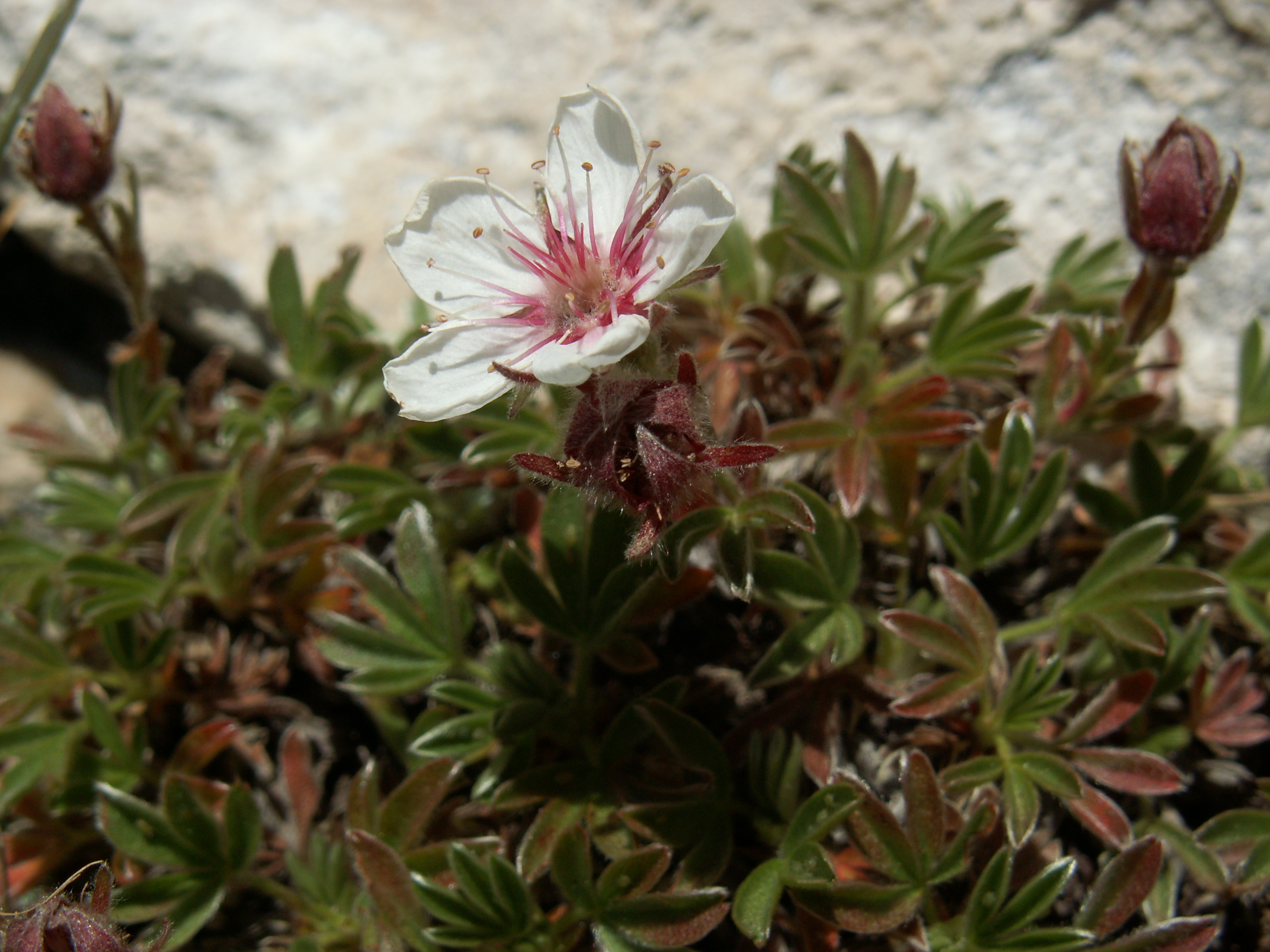